# Crystal Castles (musikalbum från 2010)
Crystal Castles (ofta kallad Crystal Castles II) är Crystal Castles' andra självbetitlade album.

## Låtlista
1. "Fainting Spells" - 2:44
2. "Celestica" - 3:48
3. "Doe Deer" - 1:38
4. "Baptism" - 4:13
5. "Year of Silence" (samplar låten Inní mér syngur vitleysingur av Sigur Rós) - 4:54
6. "Empathy" - 4:11
7. "Suffocation" - 4:02
8. "Violent Dreams" - 4:35
9. "Vietnam" - 5:08
10. "Birds" - 2:31
11. "Pap Smear" - 3:43
12. "Not in Love" - 3:33
13. "Intimate" - 4:45
14. "I Am Made of Chalk" - 3:09